# Muerte de Brittany Murphy
La muerte de Brittany Murphy ocurrió el 20 de diciembre de 2009 y fue debida a una neumonía exacerbada por anemia y por la ingestión de diversos medicamentos. Fue Sharon Murphy, madre de la actriz y cantante estadounidense, quien encontró el cuerpo de su hija desplomado en el cuarto de baño de la casa, en Los Ángeles (California). Tras intentar reanimarla con maniobras de resucitación cardiopulmonar, fue evacuada al Centro Médico Cedars-Sinaí, donde finalmente fallecería a las 08:00 (16:00 GMT), tras sufrir un paro cardíaco; tenía 32 años.
Al día siguiente se le practicó la autopsia. El 4 de febrero de 2010, el forense de Los Ángeles County dictaminó que la causa principal de la muerte de Murphy había sido una neumonía, con factores secundarios de la anemia por deficiencia de hierro e intoxicación por múltiples fármacos. Su informe del 25 de febrero de 2010 indicaba que Murphy había estado tomando una serie de medicamentos tanto de venta libre como de venta por prescripción, probablemente para tratar un resfriado o una infección respiratoria. Estos medicamentos incluían «altos niveles» de hidrocodona, paracetamol, l-metanfetamina y clorfenamina. Todas las sustancias eran legales y se concluyó que la muerte había sido accidental, si bien no se podían descartar, habida cuenta del cuadro previo de debilidad, «posibles efectos adversos fisiológicos» derivados de los elevados niveles de estos medicamentos encontrados en su cuerpo. El 24 de diciembre se ofició su funeral, tras el cual fue enterrada en el cementerio de Forest Lawn Memorial Park, en Hollywood Hills. 
El 23 de mayo de 2010, cinco meses después del fallecimiento de Murphy, su viudo Simon Monjack apareció muerto en la misma residencia. A raíz de este último hecho, las autoridades realizaron un profundo análisis a la casa para determinar si las condiciones ambientales pudieran estar relacionadas con ambas muertes. Dos meses después, el subjefe forense de Los Ángeles confirmó que la causa de su muerte había sido una neumonía aguda agravada con anemia. El Departamento de Salud Pública había inspeccionado la casa e informó a la prensa de que Murphy y Monjack podrían haber fallecido por inhalación de hongos tóxicos; sin embargo, la familia Murphy descartó esa posibilidad.

## Antecedentes

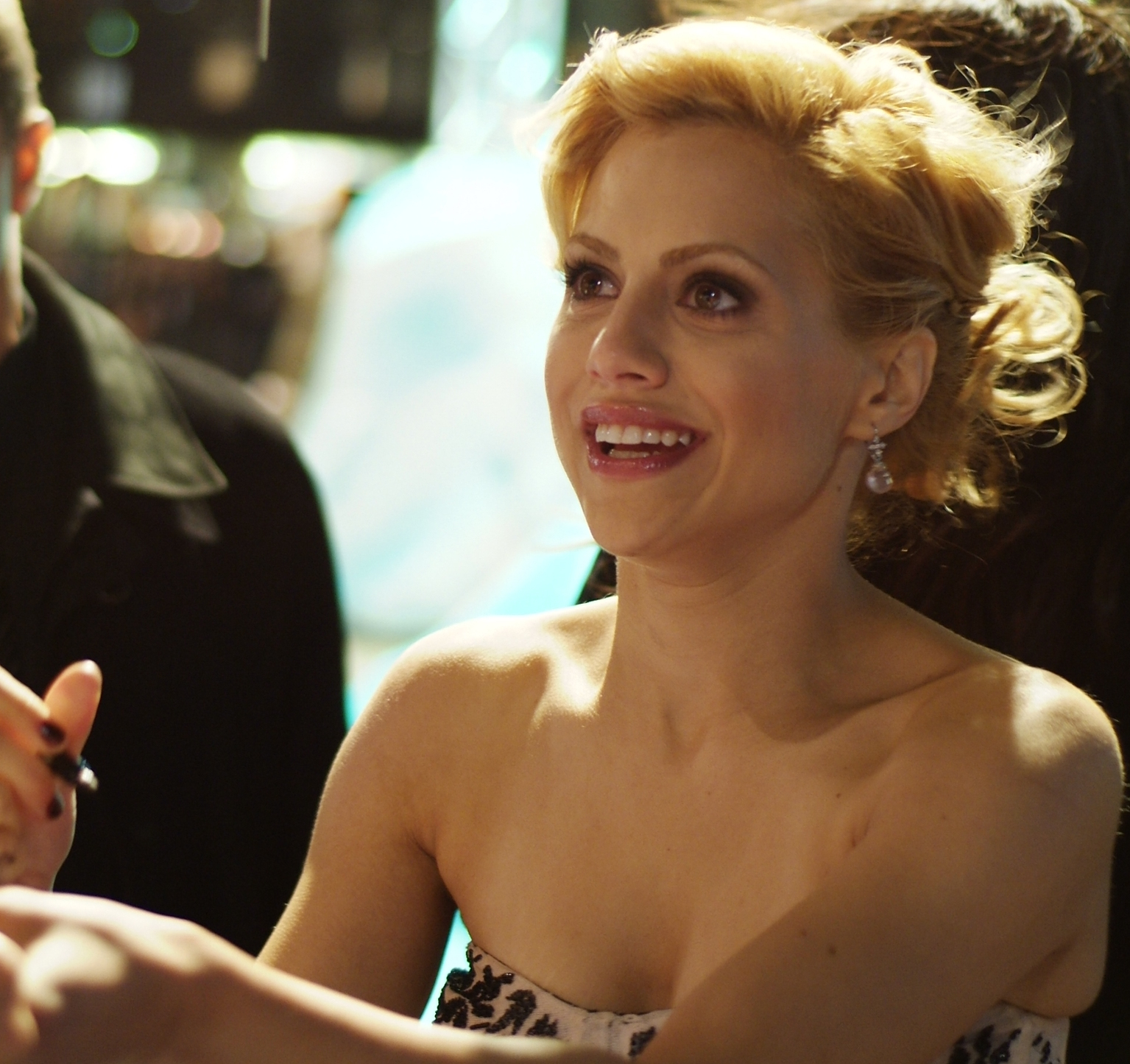
Rumores si Brittany Murphy (fotografiada en 2006) sufría de desórdenes alimenticios se empezaron a difundir en los años 2000, hecho que ella negó.

A principios de los años 2000 se difundieron rumores de que la actriz y cantante estadounidense Brittany Murphy estaba bajo la influencia de la cocaína y que sufría de anorexia y bulimia, debido a que en aquel entonces perdió gran cantidad de peso. Ambos rumores fueron rechazados por ella misma en la revista Jane donde afirmó: «No, solo para que conste que nunca he probado [droga] en toda mi vida». Desde su niñez hasta sus últimos días era adicta al tabaco; tanto en sus películas como en los making-ofs en los que aparecía fumaba con mucha frecuencia, a pesar de que ha intentado dejar su adicción en determinado momento. Manifestó estar en contra del uso de drogas, llegando incluso a hacer una campaña antitabaco que se empezó a difundir en escuelas estadounidenses.
A finales de 2006 conoció al director de cine y guionista británico Simon Monjack, quien era siete años mayor que ella. Se conocieron durante la filmación de The White Hotel, en donde Murphy hacía el rol de actriz y Monjack de director; sin embargo, dicha cinta no llegó a ser lanzada y su producción se vio pausada. Mucho antes de que estuvieran juntos, Simon tuvo cargos por fraude con tarjetas de crédito, por lo que pasó nueve días en prisión. La pareja no anunció su compromiso de antemano y rara vez aparecían juntos en público antes de su matrimonio. En mayo de 2007 se casaron en una ceremonia judía de Los Ángeles. A raíz de esto los medios sospecharon que si ella había sido engañada por un estafador, ya que no la dejaba comunicarse con sus familiares y amigos. En noviembre de 2009 dejó la producción del thriller The Caller, que se estaba filmando en Puerto Rico, y fue reemplazada por Rachelle Lefevre. Negó los informes de los medios de comunicación de que había sido despedida del proyecto después de ser difícil en el set y citó «diferencias creativas». Después de la producción de la cinta, tanto Murphy como Monjack y Sharon contrajeron Staphylococcus, por ende se vieron obligados a quedar en cama momentáneamente. Ya para la grabación de su última película, Something Wicked (2014), una «fuente del rodaje» reveló que la actriz «apenas estaba presente» y «perdía la consciencia entre tomas».

## Muerte
El 20 de diciembre de 2009 el Departamento de Bomberos de Los Ángeles respondió a «una solicitud médica» en la casa de Los Ángeles que compartían Murphy y Monjack. Fue encontrada inconsciente por su madre Sharon Murphy en el baño de su mansión, quien llamó al 911 en el acto.

911: ID 8917. What is the address of the emergency?
Sharon: 1895 Rising Glen Road
911: Tell me exactly what happened
Sharon: My daughter's passed out!
Sharon: Please get here quick! Please, she's not moving!
911: Can you feel or hear any breathing?
Sharon: Can you hear anything Simon?
911: Yes or no?
Sharon: Yes or no?
Simon Monjack: No
911: Ok. Alright, listen to me carefully. I'm gonna tell you hot to do compressions, ok?
911: Place the heel of your hand on the breast bone
Sharon: He's doing it. He's doing it
911: Ok. The center of her chest
911: Pump the chest hard and fast at least twice per second
911: It's gonna be at this rate like
Sharon: 1, 2, 3, 4, 5...
911: 5, 6, 7, 8, 9. Keep going at that rate
Monjack: 8, 9...
911: That's too slow!
Sharon: Too slow
911: Did anybody see what happened?
Sharon: She was dizzy, she couldn't walk right. She's had a cold
Sharon: Brittany please come back!
911: ID 8917. ¿Cuál es la dirección de la emergencia?
Sharon: 1895 Rising Glen Road
911: Dime exactamente qué sucedió 
Sharon: ¡Mi hija se ha desmayado!
Sharon: ¡Por favor, ven aquí rápido! ¡Por favor, no se mueve!
911: ¿Puedes sentir u oír alguna respiración?
Sharon: ¿Puedes oír algo, Simon?
911: ¿Sí o no?
Sharon: ¿Sí o no?
Simon Monjack: No
911: De acuerdo. Muy bien, escúchame con atención. Te voy a decir como hacer compresiones, ¿de acuerdo?
911: Coloca la base de tu mano en el esternón
Sharon: Lo está haciendo. Lo está haciendo
911: Vale. El centro de su pecho
911: Presiona el pecho fuerte y rápido al menos dos veces por segundo
911: Será a este ritmo
Sharon: 1, 2, 3, 4, 5...
911: 5, 6, 7, 8, 9. Sigue así
Monjack: 8, 9...
911: ¡Demasiado lento!
Sharon: Demasiado lento
911: ¿Alguien vio lo que pasó?
Sharon: Estaba mareada, no podía caminar bien. Ha tenido un resfriado
Sharon: ¡Brittany, por favor, vuelve!
Pequeño extracto de la llamada al 911 que realizó Sharon Murphy al descubrir a su hija derrumbada en el baño

Al llegar a su domicilio los paramédicos le realizaron RCP sin ningún éxito. Posteriormente fue trasladada al Centro Médico Cedars-Sinaí, donde fue declarada muerta a las 08:00 (16:00 GMT) después de sufrir un paro cardiorrespiratorio.

### Autopsia y análisis toxicológico
Poco tiempo después de su muerte, el subjefe forense Ed Winter le dijo a Associated Press, «parece ser natural». Aunque Monjack se opuso a realizarle una autopsia, al día siguiente de su deceso se realizó. Su certificado de defunción clasificó la causa de su muerte como «diferida». La oficina del forense del condado de Los Ángeles emitieron un informe en febrero de 2010, que relataba que su causa de muerte se debió a neumonía, con factores secundarios de la anemia por deficiencia de hierro e intoxicación de drogas múltiples. En su sistema se hallaron medicamentos recetados, tanto de venta libre como por prescripción. Incluían «niveles altos» de hidrocodona, paracetamol, l-metanfetamina y clorfeniramina —drogas las cuales habían sido legales—. En dicho informe observó que «no se pueden descartar los posibles efectos fisiológicos adversos de niveles elevados de estos medicamentos, especialmente en su estado debilitado». Cuatro días después de su muerte, en Víspera de Navidad, la enterraron en el cementerio de Forest Lawn Memorial Park ubicado en Hollywood Hills (California). Para la revista People, revelaron que Murphy no consumía drogas ilegales ni alcohol y que el primero no causó su muerte. También rechazaron los rumores que si sufría de algún desorden alimenticio. Monjack declaró:

«¿Estos rumores de que ella era anoréxica? Es una locura, era delgada, pero ese era su físico natural. ¿Esto es lo que nos está matando a todos? ¿Cómo ha ocurrido? Su madre, yo y su familia queremos saber por qué perdimos a nuestra bebé. Mi reacción inicial a la autopsia fue: la van a abrir en dos, no podía soportarlo. Eso destrozaría a su madre, pero nos dimos cuenta de que necesitábamos saberlo. Espero obtener los resultados. Estaba tomando medicamentos a base de hierbas que no acelerarían su corazón. Aquí no había nada que pudiera ponerla en peligro; había medicamentos recetados en la casa para su tiempo y algo de jarabe para la tos. Eso fue todo».
Simon Monjack 

Más allá de esta aclaración, la atribuyeron a una afección cardíaca: prolapso de la válvula mitral. Se determinó que sufría una deficiencia crónica de hierro debido a períodos menstruales abundantes, algo que empeoró su estado de salud. Rumores de que la actriz era adicta al Vicodin después de una operación de cirugía plástica se empezaron a difundir cuando un artículo de New York Daily News especuló dicha teoría. Un mes después de la muerte de Murphy, Monjack llamó al portavoz Roger Neal, debido a que necesitaban a un publicista que se encargase de revelar más detalles de su muerte. En el documental de dos capítulos llamado What Happened, Brittany Murphy? reveló que tanto Sharon como Monjack aparecieron en una entrevista de Larry King Live, calificándola como «nada bueno para ellos». También dijo que «ver algunas partes te hacían retorcerte un poco, y ella [Sharon] se veía un poco perdida». Ed Winter (1949-2023), forense adjunto de Los Ángeles, expresó su disgusto al ver la entrevista diciendo: «Vi parte de la entrevista y tenía esa pregunta en mi mente: “¿Es esto en serio o es una patraña?”». Neal comentó que «lo que saco de esa entrevista fue que Sharon cedió ante Monjack. Y cuando los conocí en persona Monjack, básicamente... Tenía el control, en esencia. Y hay que recordar que habían sido Sharon y Brittany, toda la vida de Brittany antes de Simon». En dicha entrevista ambos revelaron más detalles sobre la salud de Murphy y como les afectó su muerte. La doctora Lisa Scheinin afirmó que hicieron un recuento de células en el organismo de la actriz, donde su nivel de hemoglobina era de 3.0, que según indicaba ella, «eso decía que era una persona muy anémica». La actriz sufría de diabetes mellitus tipo 1, otro factor que contribuyó en su muerte. Winter reveló a People que «la familia dijo que se sintió enferma unos días antes con síntomas parecidos a los de la gripe y que había vomitado. Estaba tomando medicamentos recetados, pero no puedo confirmar de qué tipos o en qué cantidades. Estamos en el proceso de entrevistar a su médico para conocer su historial médico». Aparte de síntomas similares a la gripe «su madre informó al hospital que tenía algunos antecedentes de diabetes, pero no hemos podido confirmar eso o no, ni en qué nivel estaba».

### Muerte de Simon Monjack
En enero de 2010 la madre de Monjack, Linda, le dijo a la revista People que su hijo estaba «enfermo, y los médicos están realizando pruebas. Sobre si tiene un problema cardíaco, no me corresponde a mí decirle, debe preguntarle, pero sí, ha habido problemas de salud en el pasado. Creo que es de conocimiento común, y ha estado en la prensa que tuvo un leve ataque cardíaco una semana antes de la muerte de Murphy». Monjack fue encontrado muerto el 23 de mayo de 2010 en su casa de Hollywood, según la oficina forense del condado de Los Ángeles. Fuentes policiales dicen que el Departamento de Bomberos de Los Ángeles fue llamado allí por una emergencia médica después de que la madre de Murphy, Sharon, encontró a Monjack inconsciente en el dormitorio principal alrededor de las 9:20 p. m., y luego llamó al 911. Llegaron los paramédicos; Monjack fue declarado muerto a las 9:45 p. m. El informe del forense encontró que la causa de la muerte de Monjack fue una neumonía aguda y anemia severa, similares a las causas atribuidas a la muerte de su esposa cinco meses antes en la misma casa. El 27 de mayo de 2010 fue enterrado junto a Murphy en el cementerio Forest Lawn en Hollywood Hills.

### Inspección de moho tóxico en la casa de Murphy
Neal dijo que la familia había hecho inspeccionar la casa en 2009, pero no se encontraron signos de moho. Afirmó: «Debido a productos de inferior calidad utilizados por el constructor y los subcontratistas, el hogar Murphy tenía un problema persistente de fugas». Como resultado, Monjack contrató a una empresa para comprobar sí había moho posible, y de acuerdo con él, su informe no reveló ningún problema de moho.
Se informó que el Departamento de Servicios de Salud del Condado de Los Ángeles había considerado el moho tóxico proveniente de su casa como posible causa de las muertes; sin embargo, esto se descartó por Ed Winter, quien afirmó que «no había indicadores» de que el moho fue un factor. Sharon Murphy describió los informes de que el moho contribuyó a las muertes «ridículas» y continuó afirmando que el Departamento de Salud nunca solicitó inspeccionar la casa en busca de moho. En diciembre de 2011 Sharon Murphy cambió su postura, anunciando que el moho tóxico ha sido lo que mató a su hija y yerno, y presentó una demanda contra los abogados que la representaron en una anterior contra los constructores de la casa donde ambos murieron. Scheinin dijo que «había rumores de que el moho tóxico pudo haber sido la causa de muerte de Brittany. Pero en mi autopsia, no vi ninguna prueba de moho en sus pulmones o algún otro órgano».

## Controversias
Debido a las confusas circunstancias que abarcaron tanto el fallecimiento de la actriz como la de su marido, la muerte de Brittany Murphy generó ciertas controversias.

### Disputas y opiniones

#### Angelo Bertolotti
En enero de 2012, su padre Angelo Bertolotti presentó una solicitud ante el Tribunal Superior de California sugiriendo que la oficina del forense del condado de Los Ángeles entregara muestras del cabello de su hija para realizar pruebas independientes, ya que según él, fue envenenada. La demanda fue desestimada siete meses después, luego de que él no asistiera a dos audiencias separadas. En noviembre de 2013 afirmó que un informe de toxicología mostró que el envenenamiento deliberado por metales pesados, incluidos el antimonio y el bario, fue una posible causa de la muerte de su hija. Sharon Murphy describió el reclamo como «una difamación». Bertolotti declaró que tanto Sharon como Monjack fueron los responsables de la muerte de Murphy. Para Examiner dijo:

«Que explique la razón por la cual obligó a mi hija a dejar una herencia, dejándole todo a su madre y a Simon. Que explique por qué decidió hacer esto justamente cuando Brittany tenía planes de mudarse a Nueva York y tener un bebé. Que hable sobre las subastas de la ropa interior de Brittany en varios eventos. Hay varias preguntas que no se han contestado. Tres personas estuvieron viviendo en una misma casa, y solo una sobrevive y se beneficia económicamente».
Angelo Bertolotti

Posteriormente después de la segunda autopsia, culpó al Gobierno de Estados Unidos cuando dijo que su muerte tiene que ver con un complot gubernamental, luego de que se supiera que la actriz estaba apoyando a un miembro del Departamento de Seguridad de Estados Unidos que había tenido problemas con el gobierno. Según Bertolotti, Julia Davis, funcionaria quien supuestamente Brittany apoyaba, enfrentó a la justicia por acusaciones de corrupción y tráfico de narcóticos al país, por lo que él supuso que debido a su conexión con ella, la vida de Murphy peligró desde entonces. Bertolotti manifestó: «Estaban bajo vigilancia, con helicópteros incluidos. Sus teléfonos fueron intervenidos y Brittany tenía miedo de ir a su casa porque sufrió de tácticas terroristas después de hablar sobre su apoyo a Davis y ser nombrada testigo en su caso contra el Departamento de Seguridad Nacional». En el momento del lanzamiento de la biopic de Murphy, The Brittany Murphy Story (2014), expresó su desprecio ante la película, tachándola de «falsa», «no autorizada» y «horrible»; a su vez declaró: «Sinceramente, estoy sorprendido con que hayan tenido el valor de decir que es “una historia real” sin llevar a cabo ninguna investigación […] The Brittany Murphy Story es una ofensa a todo lo que mi hija era en la vida real. Es horrible, no autorizado y completamente falso». Nueve años después de la muerte de Murphy, el 22 de enero de 2019 Bertolotti fallecería a la edad de 92 años después de enfrentar una larga enfermedad.

#### Respuesta de Tony Bertolotti
En diciembre de 2022, durante una entrevista con la revista The Sun, Tony Bertolotti —medio hermano mayor de Murphy— siguió la misma postura que la de su padre afirmando que fue envenenada y que no murió por causas naturales. También relató que tanto Sharon como Simon estuvieron involucrados en la muerte de su hermana. Añadió que «si Murphy estaba enferma pudieron llevarla al hospital que quedaba cerca de su casa».

«No hay manera de que muriera por causas naturales. Es imposible. Era obvio para mí. ¿Murió por una gripe? Eso es absurdo. Todo lo que tenía que hacer era caminar cinco cuadras y la cuidarían».
Tony Bertolotti

También llegó a afirmar: «Siento que los detectives ignoraron las circunstancias», y luego señaló que Murphy tenía problemas en las cuentas bancarias después de su deceso: «Tenía grandes cantidades de dinero en el plan de pensiones y la cuenta bancaria de Brittany, y todo eso desapareció». Sin embargo, apuntó a que Monjack fue el responsable del retiro del dinero: «Simon retiró dinero, cientos de miles». Posteriormente recalcó que lo único que busca es justicia, aunque duda que en conseguirla: «No tiene nada que ver con el dinero. En serio. No tocaría ese dinero de todos modos».

#### Cuestionamiento de Britney Spears

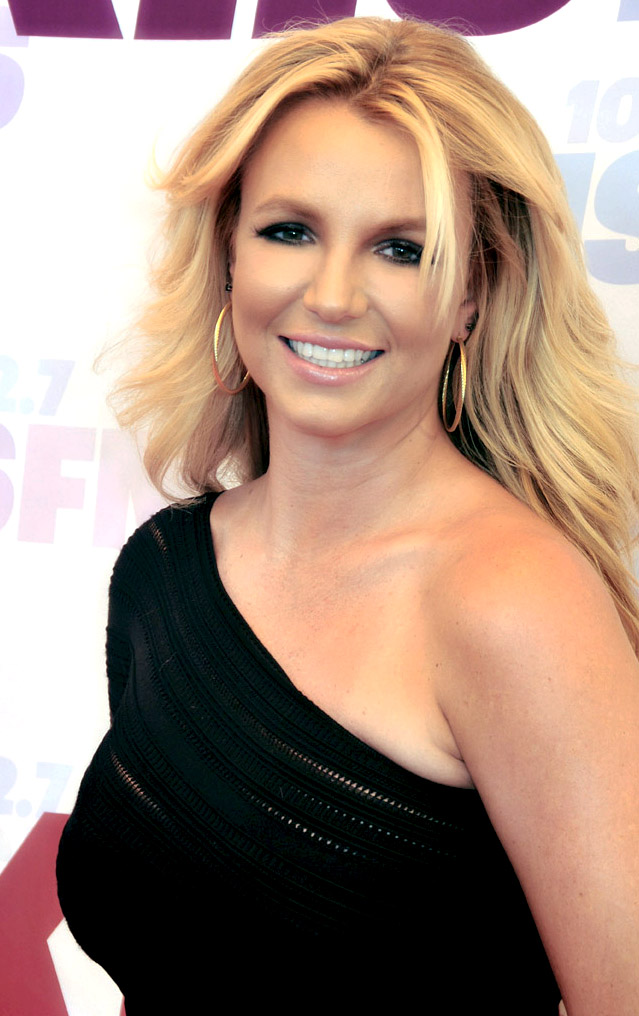
La cantante estadounidense Britney Spears (fotografiada en 2013) vivía en la misma mansión que Murphy compartía con Monjack y Sharon; se la llegó a vender por.

La cantante estadounidense Britney Spears hizo hincapié en la muerte de Murphy, quien en una entrevista con la revista People cuestionó el caso. Mucho antes de que la actriz muriera, ella junto con Monjack y Sharon se mudaron a la misma mansión en la que Spears y su exnovio Justin Timberlake vivían. Según palabras de la cantante en su cuenta de Instagram: «Vi esto en línea hoy… ¿Alguien más tiene curiosidad? Murió a los 32… HMMMMMMMMMMM … SOLO DIGO !!!! Psss, sé que fue hace un tiempo, pero vamos… TODAVÍA están INVESTIGANDO !!!!». Con respecto a la casa en la que ambas vivían, Monjack dijo que Murphy sentía incomodidad al llegar a la mansión y «odiaba absolutamente la casa de Rising Glen» deseando quedarse en otro lugar. También declaró que «cada vez que conducíamos hasta Sunset, Britt decía: “Por favor, ¿podemos quedarnos en el hotel Beverly Hills?”. Yo le decía, “Amor, tienes que ser realista. Tenemos nuestra casa, una casa de 10 000 pies cuadrados. Nos vamos a quedar ahí”». Por otra parte, en el pódcast We Need to Talk About Britney la exmaquillista de Spears, Julianne Kaye, dijo que cuando una amistad vino a la mansión a realizarle reiki, Spears sentía cierta incomodidad. A su vez reveló que la vivienda fue tan mala que no pudo regresar a la casa, al punto de llegarla a vender por US$3,9 millones: «Fue tan malo que se fue. Se hospedó en el hotel Casa Del Mar y nunca volvió a la residencia. Ella me dijo: “Sé que pensarán que estoy loca. No estoy loca. Sé lo que vi. Sé lo que sentí”». Después de los sucesos vividos, en 2011 Sharon vendió la propiedad por US$2,7 millones, y finalmente en 2013 fue derrumbada.

## Consecuencias

### Teorías conspirativas y documentales
Tras su fallecimiento se han difundido teorías acerca de su muerte: se realizaron tres documentales que abarcan su vida como algunos detalles de su deceso, Brittany Murphy: An ID Mystery (2020), What Happened Brittany Murphy? (2021) y Gone Before Her Time: Brittany Murphy (2023). El primero generó ciertas preguntas sin respuesta sobre lo que realmente pudo haberle sucedido tanto a Murphy como a su marido. Bertolotti aparece en el documental, donde afirma que tanto Sharon como Simon estuvieron involucrados en la muerte de Brittany, en cambio, What Happened Brittany Murphy? relatan que en realidad Simon fue quien le impedía salir de la casa y además de impedirla de comunicarse con varias de sus amistades, lo que posiblemente evidenciaría que él podría haber sido uno de los factores de su muerte. Según la exprometida de Monjack, Elizabeth Ragsdale: «Siento que Simon Monjack, aunque no haya matado a Brittany Murphy, permitió que muriera porque no la llevó a un médico y no le consiguió ayuda, y creo que hizo lo mismo consigo mismo». La reportera Sara Hammel de People comentó que «si no fuera por Simon Monjack, habría una gran chance de que Brittany Murphy siguiera viva». En Gone Before Her Time: Brittany Murphy aparecen nuevas personas cercanas como la actriz Stacey Dash —coprotagonista en el filme de culto Clueless (1995)—, los periodistas Mark Ebner, Rachel Chang y Brian Balthazar, Hammel y el profesor de actuación de su infancia John Menter. Ebner calificó a Monjack como un «mentiroso, estafador, ladrón, sociópata, vividor y narcisista, todo mezclado en una bola de disfunción».

### Reacciones

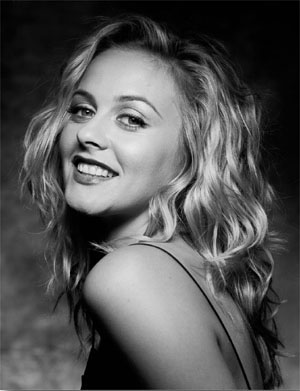
Alicia Silverstone (fotografiada en 2005), una de las amistades de Murphy, expresó sus condolencias en varias entrevistas de prensa después de la muerte de la actriz

La muerte de Brittany Murphy generó cierto impacto tanto en los medios de comunicación como en la sociedad. Muchas de las personas cercanas a la actriz les dedicaron palabras. El mismo día de su muerte su expareja y coprotagonista en la comedia romántica Just Married (2003) Ashton Kutcher público un tuit expresando sus condolencias:

«2day the world lost a little piece of sunshine. My deepest condolences go out 2 Brittany’s family, her husband, & her amazing mother Sharon».
«Hoy el mundo perdió un pedacito de sol. Mis condolencias para la familia de Brittany, su esposo y su increíble madre Sharon».
Ashton Kutcher

Alicia Silverstone, su compañera de reparto en Clueless (1995) y una de sus amistades, comentó cómo fue trabajar con Murphy durante el rodaje del filme; en una entrevista con Vogue en 2020 Silverstone dijo:

«Brittany no se parecía en nada a su papel de Tai. Me acuerdo de verla y pensar que era increíble para el personaje. No puedo ni decir cuántas chicas fueron a audicionar para ese papel, pero sí recuerdo ver a Brittany y pensar en lo adorable que era. Como me pareció maravillosa, y sentí que había elevado el rol de Tai a nuevos niveles, hablé con Amy rápidamente y le dije "¡Ella es la indicada! Ella es la mejor", esperando que coincidiera conmigo».

Tres años después de dicha entrevista la volvió a recordar, dando aún más detalles de cómo fue su relación con ella:

«Siempre recuerdo cuando audicionó para el papel. Era la primera vez que estaba en una sala de casting donde no estaba audicionando. Solo estaba allí para ayudarlos a facilitar las lecturas. Solo recuerdo cuando entró e hizo el suyo, porque cuando salió de la habitación, yo estaba como, "¡Chicos! ¿Vieron eso?" como si no lo supieran. Dijeron: "¡Sí, lo vimos!" Ellos también estaban emocionados, pero era mi primera vez. Ella era tan buena».
«Me encantó trabajar con ella. Nuestras madres estaban muy juntas en el set. Fue agradable cómo cuando vino mi mamá, la suya también estaba allí. Había algo dulce en eso. Pero nunca olvidaré cuando ella me dijo, "Eres una virgen que no puede conducir" con sus pequeños labios carnosos. Es la cosa más linda del mundo».
Alicia Silverstone

El rapero Eminem reveló en Vibe que eso lo afectó mucho, al grado de sufrir trastornos: «He pensado mucho. Creo que mucho. Intento no pensar sobre ello, pero lo hago y me horroriza. Me horroriza que digan que si hubiera llegado dos horas después al hospital estaría muerto. Pienso en ello mucho. Cuando estoy en la cama por las noches es cuando lo hago más. Me consume». También dijo que «fue una locura. Una locura. Es demencial porque una vez fuimos íntimos y ella era una muy buena persona. Es una locura cuando ves la cosas, no sólo con ella, sino todas la cosas que han ocurrido en Hollywood con gente de la música, de la actuación. Gente famosa. Gente famosa muriendo de sobredosis en tasas alarmantes y esto casi suena como una publicidad».